# Roger Bertram (Adliger, 1187)
Roger Bertram (auch Roger Bertram II oder Simon Bertram) (* 23. April 1187 oder um 1195; † vor dem 24. Mai 1242) war ein englischer Baron und Richter.

## Herkunft und Jugend
Bertram war ein Nachfahre von William Bertram, dem unter König Heinrich I. die Baronie Mitford in Northumberland verliehen worden war. Sein Vater hieß ebenfalls William Bertram, seine Mutter war Alice, eine Tochter von Robert de Umfraville, Lord of Prudhoe. Roger war noch minderjährig, als sein Vater 1199 starb. Sein Vormund wurde zunächst William Brewer, ein ranghoher Beamter von König Johann Ohneland. Ende 1205 erwarb Peter de Brus für 1300 Mark seine Vormundschaft und das Recht zur Verwaltung seines Erbes.

## Rebell während des Ersten Kriegs der Barone

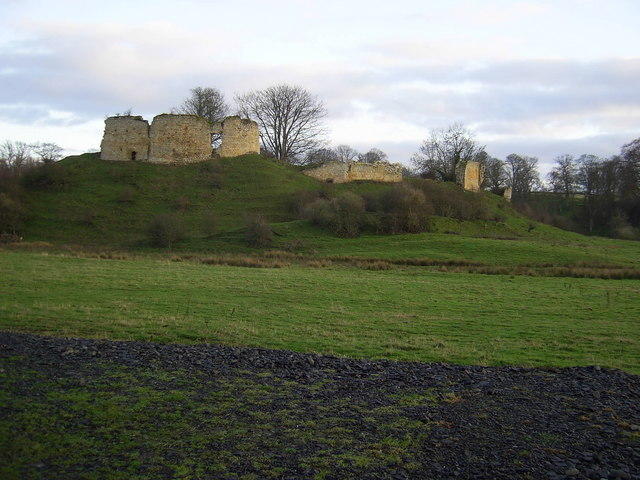
Die Ruine von Mitford Castle, um das Bertram einen erbitterten Streit mit Philip of Oldcoates führte

Als Bertram um 1215 volljährig wurde, schloss er sich wie viele andere nordenglische Barone der Rebellion gegen König Johann Ohneland an. Der König erklärte darauf während des Ersten Kriegs der Barone seine Güter für beschlagnahmt und vergab sie an Philip of Oldcoates. Angeblich soll Bertram bereits im Mai 1216 für Verhandlungen mit dem König gewesen sein, doch erst nach Tod von Johann Ohneland im Oktober 1216 und dem Sieg der königlichen Partei in der Schlacht von Lincoln im Mai 1217 unterwarf er sich dem Regentschaftsrat, der für den minderjährigen Heinrich III. die Regierung führte. Am 24. Juli 1217 erhielt er seine Ländereien zurück, nur für die Rückgabe von Mitford Castle sollte er eine Strafe von £ 100 zahlen. Oldcoates weigerte sich jedoch hartnäckig, die Burg zu übergeben. Obwohl sich zahlreiche andere nordenglische Barone wie Robert de Vieuxpont für Bertram einsetzten, konnte Oldcoates erst im August 1220 von einer großen Ratsversammlung in Oxford überzeugt werden, die Burg an Bertram zu übergeben. Damit es bei der Übergabe nicht zu Gewalttaten kam, musste Bertram schriftlich seinen Frieden erklären und seinen ältesten Sohn Bischof Richard Marsh von Durham als Geisel stellen. Im Gegenzug verzichtete die Regierung wegen der langen Wartezeit angeblich auf die Zahlung der £ 100.

## Loyaler Adliger unter Heinrich III.
Nachdem Bertram noch gegen Johann Ohneland rebelliert hatte, schien er bemüht zu sein, dem jungen Heinrich III. loyal zu dienen. Bereits am 15. Juni 1220 hatte er in York das Versprechen des Königs bezeugt, seine Schwester Johanna mit dem schottischen König Alexander II. zu verheiraten. Während der Rebellion von William de Forz 1221 unterstützte er die Anhänger des Königs bei der Belagerung von Forz Burgen in Nordengland, und 1224 beteiligte er sich an der Belagerung des von Rebellen gehaltenen Bedford Castle. Noch während der Belagerung wurde ihm am 4. Juli das Schildgeld erlassen, das er noch vom Vorjahr der Regierung schuldete. 1225 beteiligte er sich aktiv an der Erhebung der Steuer des Fünfzehnten in Northumberland, dazu diente er ab 1225 mehrfach als königlicher Richter in Northumberland und ab 1227 als reisender Richter in Cumberland. 1230 nahm er am erfolglosen Frankreichfeldzug Heinrichs III. teil. 1237 gehörte er der englischen Eskorte an, die den schottischen König nach York geleitete. Dort bezeugte Bertram am 25. September den Friedensvertrag zwischen Alexander II. und Heinrich III. 1241 wurde Bertram jedoch der Wilderei in königlichen Wäldern beschuldigt. Die Untersuchungen gegen Bertram sollen dabei von Robert de Ros, dem obersten Forstrichter für die Forests north of the Trent behindert worden sein. Bertram und Ros hatten vereinbart, dass jeweils ein Sohn und eine Tochter von ihnen eine Tochter bzw. einen Sohn des anderen heiraten sollten. Angeblich soll später Bertram vom König selbst in Windsor Castle für die Wilderei mit einer Strafe belegt worden sein. Im September 1241 erhielt Ros dazu die Anweisung, Bertram Wild aus einem königlichen Forst für seinen Wildpark zu übergeben. Bertam starb 1242 und wurde vermutlich in der von seinem Urgroßvater William Bertram gestifteten Brinkburn Priory bei Rothbury beigesetzt.

## Familie und Nachkommen
Bertram hatte vor 1224 Agnes geheiratet, deren Herkunft unbekannt ist. Mit ihr hatte er mehrere Kinder. Ob beide beabsichtigten Heiraten mit den Kindern von Robert de Ros stattfanden, ist unsicher. Zu seinen Kindern gehörten:
- Roger Bertram (1224–1272)
- Christina Bertram ⚭ Robert de Ros, Lord of Wark
- Isabel Bertam ⚭ Philip Darcy († 1264)

Sein Erbe wurde sein gleichnamiger Sohn Roger Bertram.